# 上霍爾蒂察河

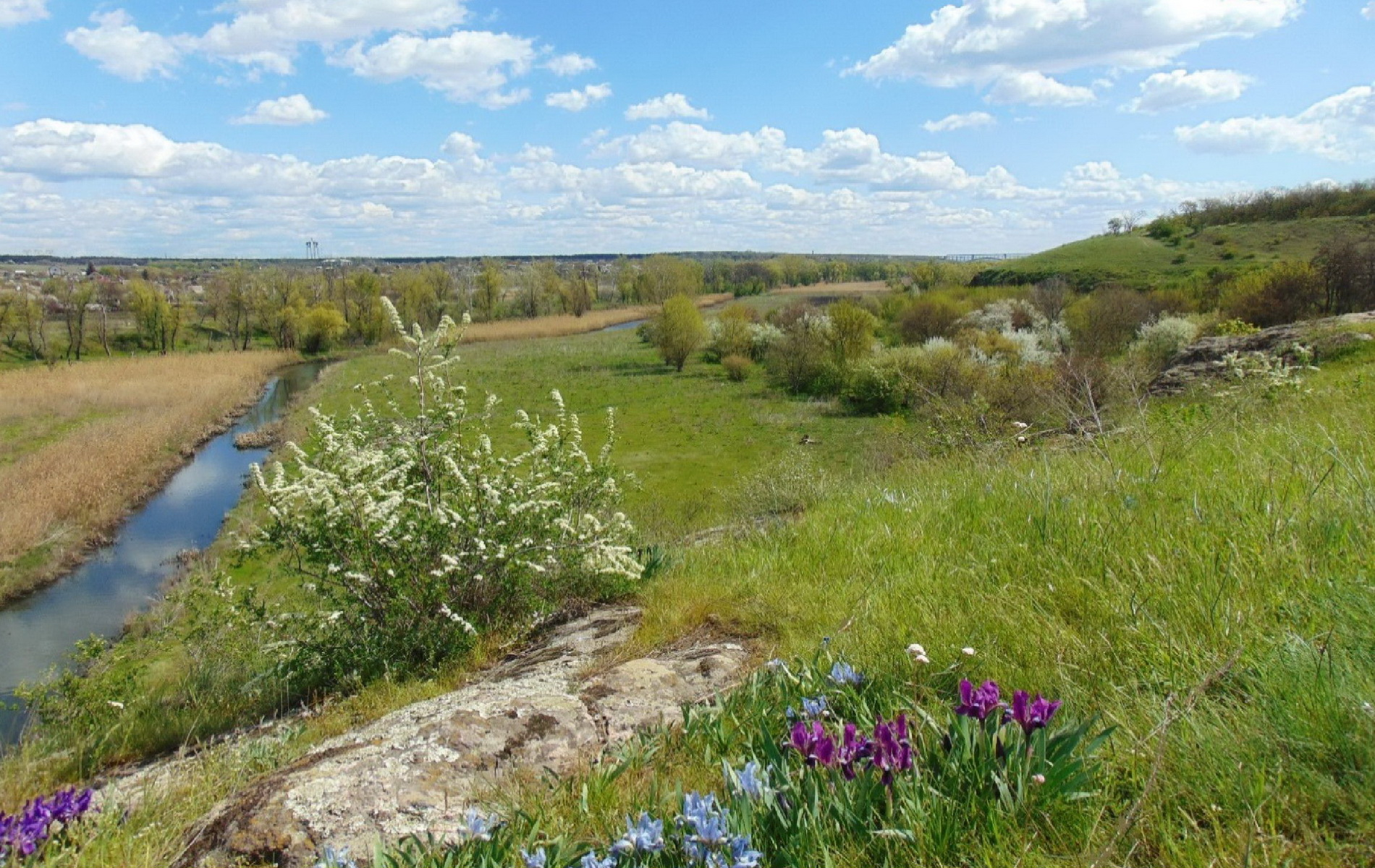
上霍尔蒂察河

47°50′16″N 35°2′34″E / 47.83778°N 35.04278°E
上霍尔蒂察河（烏克蘭語：Верхня Хортиця），是烏克蘭的河流，位於該國東南部，屬於第聶伯河的支流，發源自扎波羅熱西部，流經扎波羅熱州，河道全長15公里。